# Basco (Filipinas)
Basco, conocido también como Santo Domingo de Basco, es un municipio de la provincia de Batanes en Filipinas. Se sitúa en el norte de la isla de Batán, la segunda más grande de las islas batanes. El municipio cuenta con un aeropuerto con vuelos a Manila.

## Historia

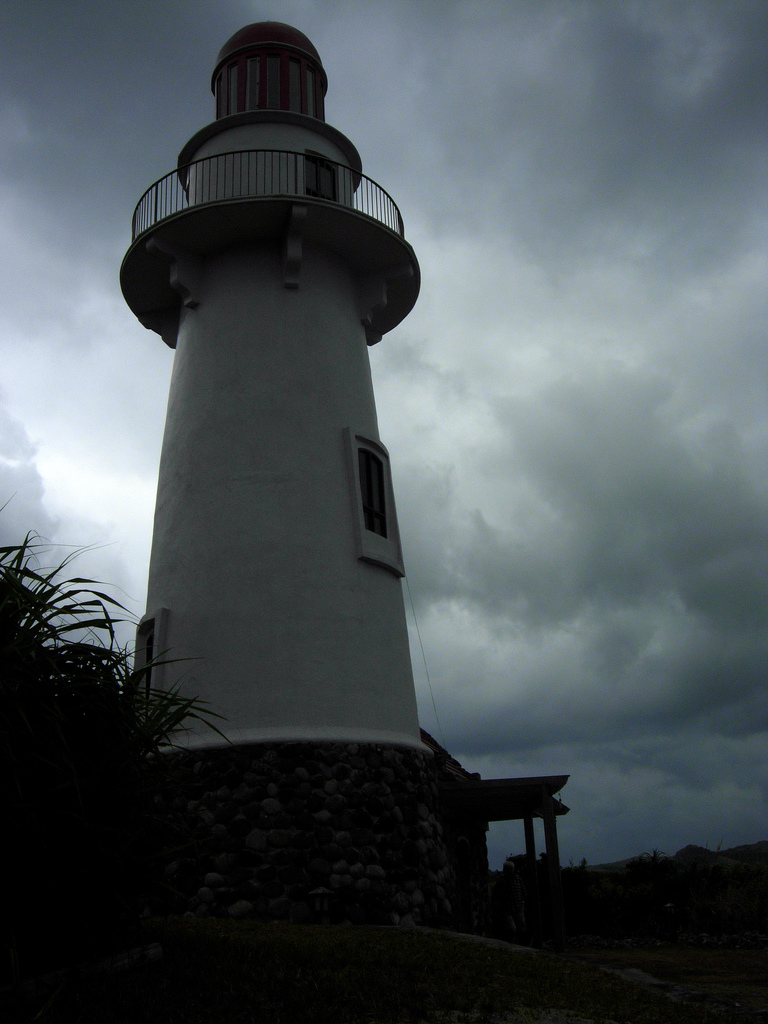
Faro de Basco.

La ciudad toma su nombre del Capitán General José Basco y Vargas (Ronda 1733-1805), conquistador del archipiélago y Gobernador de Filipinas.
Santo Domingo de Basco fue la capital de la entonces provincia de Batanes, que en 1787 y  según la Descripción de Felipe María de Govantes, era una de las Comandancias Político Militares de la Isla de Luzón y adyacentes. Entonces comprendía no solamente los grupos denominados Batanes (Ibayat, Batán, Saptang e Ibongos), sino también los denominados Babuyanes (Babuyán, Camiguín, Calayán, Dalupiri y Fuga). Están situados al norte de la isla de Luzón y al SE de la de Formosa.

## Población
Según el censo de 2000, su población es de 6.717 personas en 1.469 hogares.

## Divisiones
Basco se subdivide administrativamente en seis barangayes o barrios:
- Ihuvok II (Kayvaluganan)
- Ihuvok I (Kaychanarianan)
- San Antonio
- San Joaquín
- Chanarian
- Kayhuvokan